# Julius Schult
Julius Schult (* 1. Mai 1885 in Gahlen; † 21. August 1948 im Kohlberghaus in Altena) war Mitbegründer des Deutschen Jugendherbergswerks und langjähriger hauptamtlicher Geschäftsführer des Sauerländischen Gebirgsvereins (SGV).

## Leben

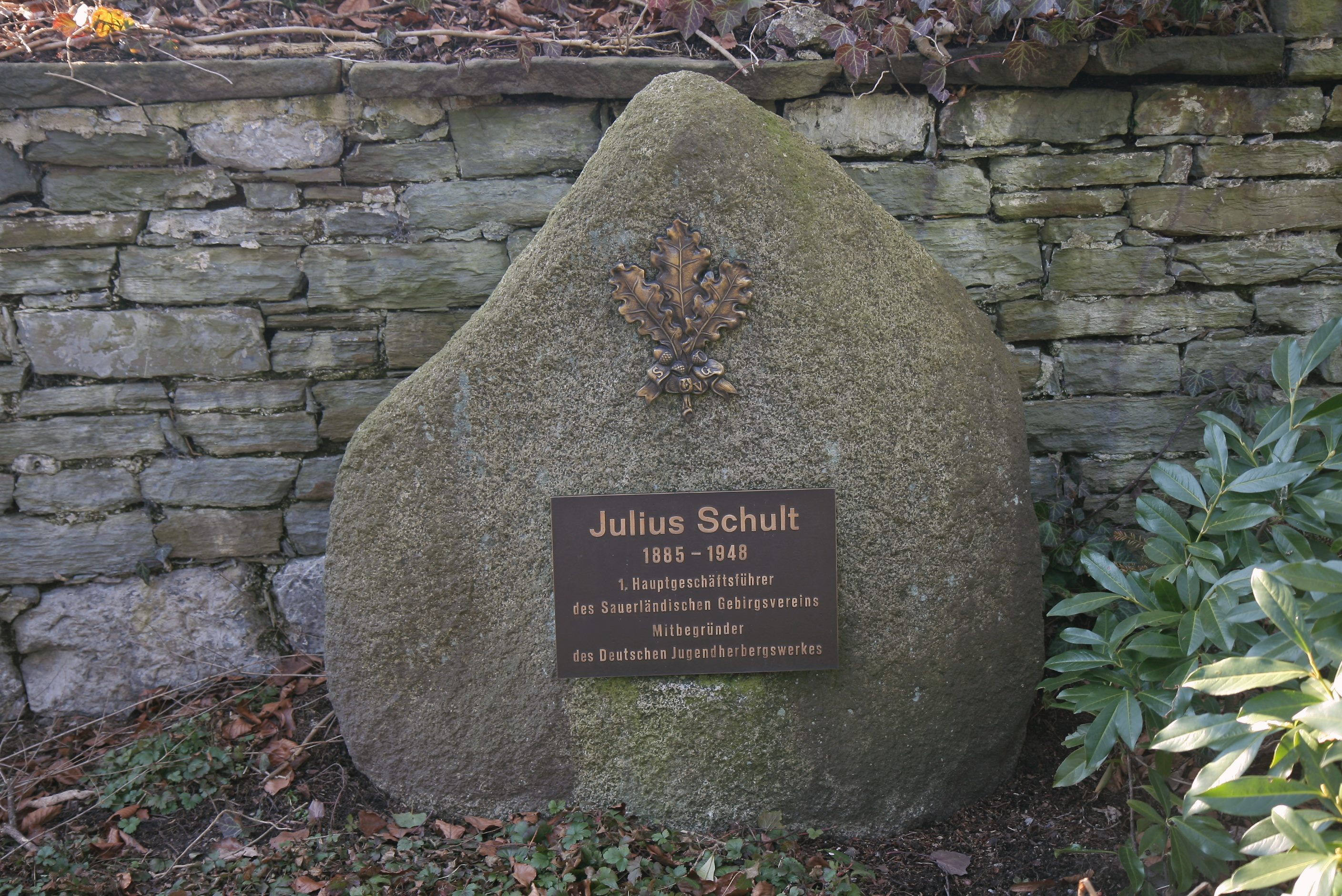
Grabmal auf dem Iserlohner Hauptfriedhof

Schult, 1885 in Gahlen geboren, übernahm mit 34 Jahren die Hauptgeschäftsstelle des Sauerländischen Gebirgsvereins in Iserlohn. In seiner Amtszeit steigerte sich die Mitgliedszahl des SGV von 17.000 auf 48.000 Personen. Insbesondere widmete er sich im Verein der Jugendarbeit und war zugleich Gründer der ersten fünf Landesverbände (Brandenburg, Sachsen, Mittelelbe, Hannover und Unterweser-Ems) des Deutschen Jugendherbergswerks. Er wirkte ab 1919 neben Wilhelm Münker und Richard Schirrmann als dritter Vorstand des Zentralen Hauptausschusses für Jugendherbergen, dem späteren Reichsausschuss für Jugendherbergen.
Es entwarf das Logo der Jugendherbergen, ein schwarzes Dreieck mit weißer Schrift, war Mitbegründer des Sauerland-Verlags und Schriftleiter des Sauerländischen Gebirgsboten. Er initiierte den Bau des Kohlberghauses, einem SGV-Wanderheim mit angegliederter Jugendherberge.
Zu seinen Ehren wurde in seiner Wahlheimat Iserlohn eine Straße, in der der Sitz der SGV-Hauptgeschäftsstelle lag, nach ihm benannt. Die Iserlohner Jugendherberge trägt den Namen Julius-Schult-Herberge.